# Грубиян, Матвей Михайлович
Матвей (Мотл) Михайлович Грубиян (идиш מאָטל גרוביִאַן‎ — Мотл Грубиан;  12 июня 1909, Соколовка — 9 февраля 1972, Москва) — еврейский советский поэт. Писал на идише.

## Биография
Родился в семье учителя. С тринадцати лет начал трудовую жизнь. В 1938 году окончил Педагогический институт имени Горького в Минске.
Как поэт печатался с 1930 года. До войны опубликовал сборники «Фун келер аф дер зун» («Из подвала — к солнцу»; Минск, 1935), «Лирика» (1940).
Участник Великой Отечественной войны, трижды тяжело ранен. Вся семья поэта погибла в Минске. В 1947 году опубликовал сборник «Гезанг вегн мут» («Песня о мужестве»).
В 1948 году арестован по делу Еврейского антифашистского комитета. 7 лет провёл в лагерях. После освобождения в 1955 году жил в Москве.
Похоронен на Востряковском кладбище.

### На русском языке
- Я звал тебя, жизнь!: Стихи / Пер. с евр. — М.: Сов. писатель, 1958. — 199 с.
- Ключи: Стихи / Пер. с евр. — М.: Сов. писатель, 1962. — 116 с.
- Лодка и течение: Стихи / Авториз. пер. с евр. — М.: Сов. писатель, 1967. — 136 с.
- Мой мир: Стихотворения / Пер. с евр.; [Вступит. ст. Л. Озерова]. — М.: Худ. лит., 1979. — 295 с.: ил., 1 л. портр.
- Письмена на листьях: Стихотворения / Пер. с евр. — М.: Сов. писатель, 1981. — 143 с.: портр.